# جحور تريبتكنوس

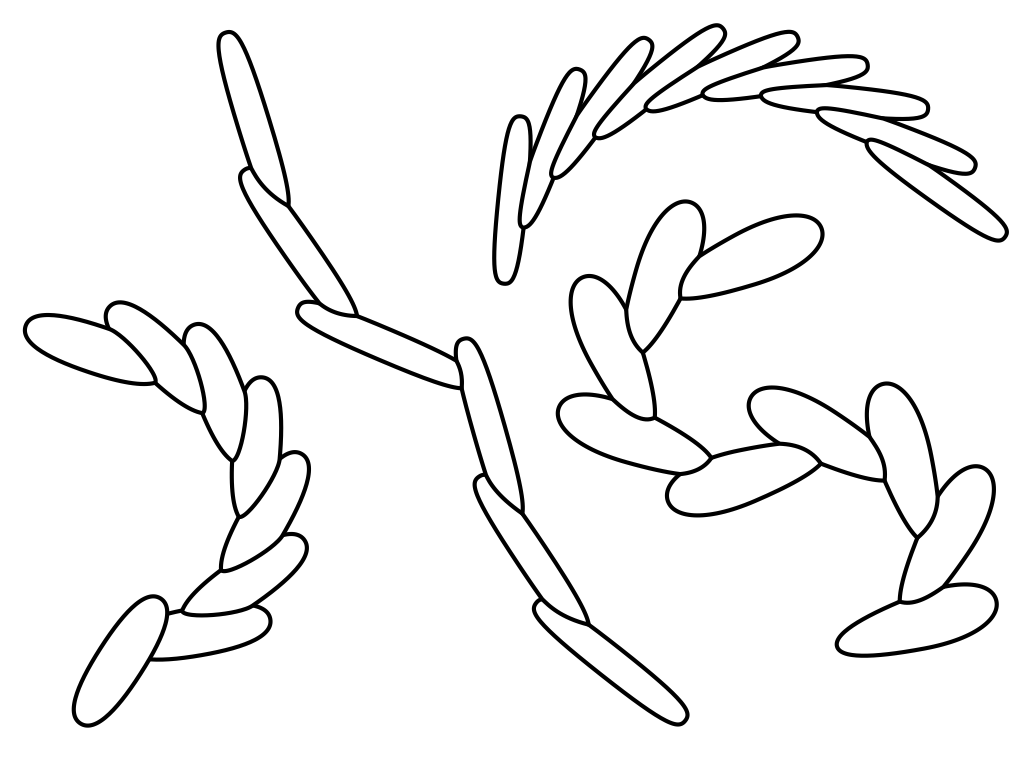
منظر الجحور من الجانب

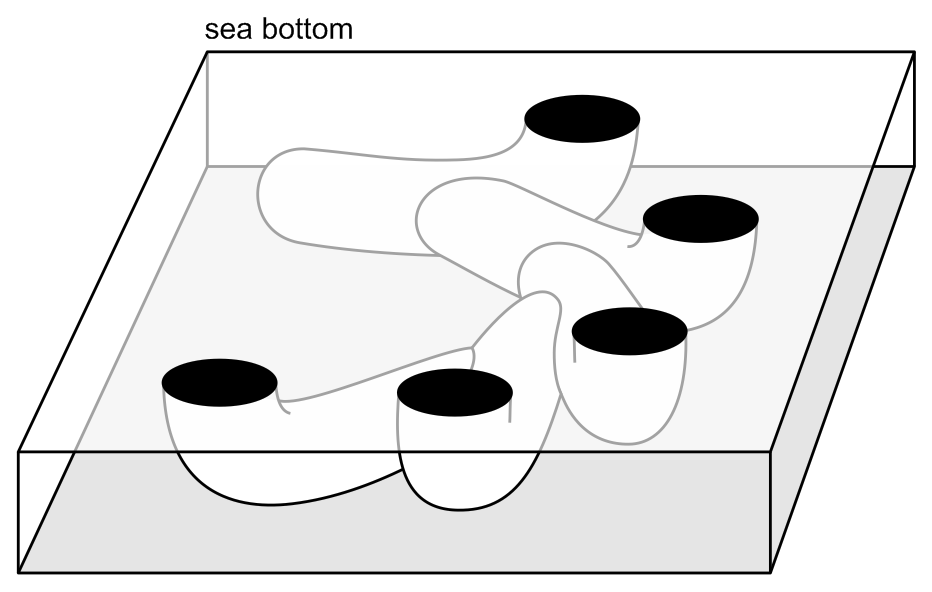
منظر الجحور بشكل منحرف

جحور تريبتكنوس (الاسم العلمي: Treptichnus pedum)، (سابقا كانت تعرف باسم جحور فايكودز (Phycodes pedum) وجحور مانيكودز (Manykodes pedum) بواسطة عالم الأحياء جيرزي ديكز، وتعرف أيضا باسم جحور تريكوفيكس (Trichophycus pedum)، وهي جحور محفوظ لحيوان. كما أنها تعتبر أقدم الآثار الأحفورية المعقدة المنتشرة. أول ظهور لها كان حوالي قبل 542 مليون سنة، وكانت معاصرة لآخر الحيويات الإدياكارية، وتستخدم للمساعدة في تحديد خط التقسيم، الذي يعتبر جيولوجيًا عند 541 مليون سنة مضت، بين العصرين الإدياكاري والكامبري.